# Boteni
Boteni è un comune della Romania di 2 603 abitanti, ubicato nel distretto di Argeș, nella regione storica della Muntenia.
Il comune è formato dall'unione di 4 villaggi: Bălăbani, Boteni, Luncă, Muscel.